# Stadio di Cornaredo
Das Stadio di Cornaredo (voller Name: Stadio comunale di Cornaredo) ist ein Fussballstadion mit Leichtathletikanlage im Quartier Cornaredo der Schweizer Stadt Lugano im Kanton Tessin. Es wird hauptsächlich für Fussballspiele genutzt und dient als Heimspielstätte des Fussballclubs FC Lugano.

## Geschichte
Das Stadion wurde 1951 fertiggestellt und mit einem Spiel des FC Lugano gegen den FC Chiasso (7:0) eingeweiht. Am 25. November des Jahres bestritt die Nationalmannschaft gegen Italien vor 32'500 Fans ihr erstes Länderspiel im Stadio di Cornaredo. Während der Fussball-Weltmeisterschaft 1954 wurde hier das Gruppenspiel zwischen Italien und Belgien ausgetragen. Im Juni 2009 fand zum achten Mal ein internationales Leichtathletikmeeting statt.

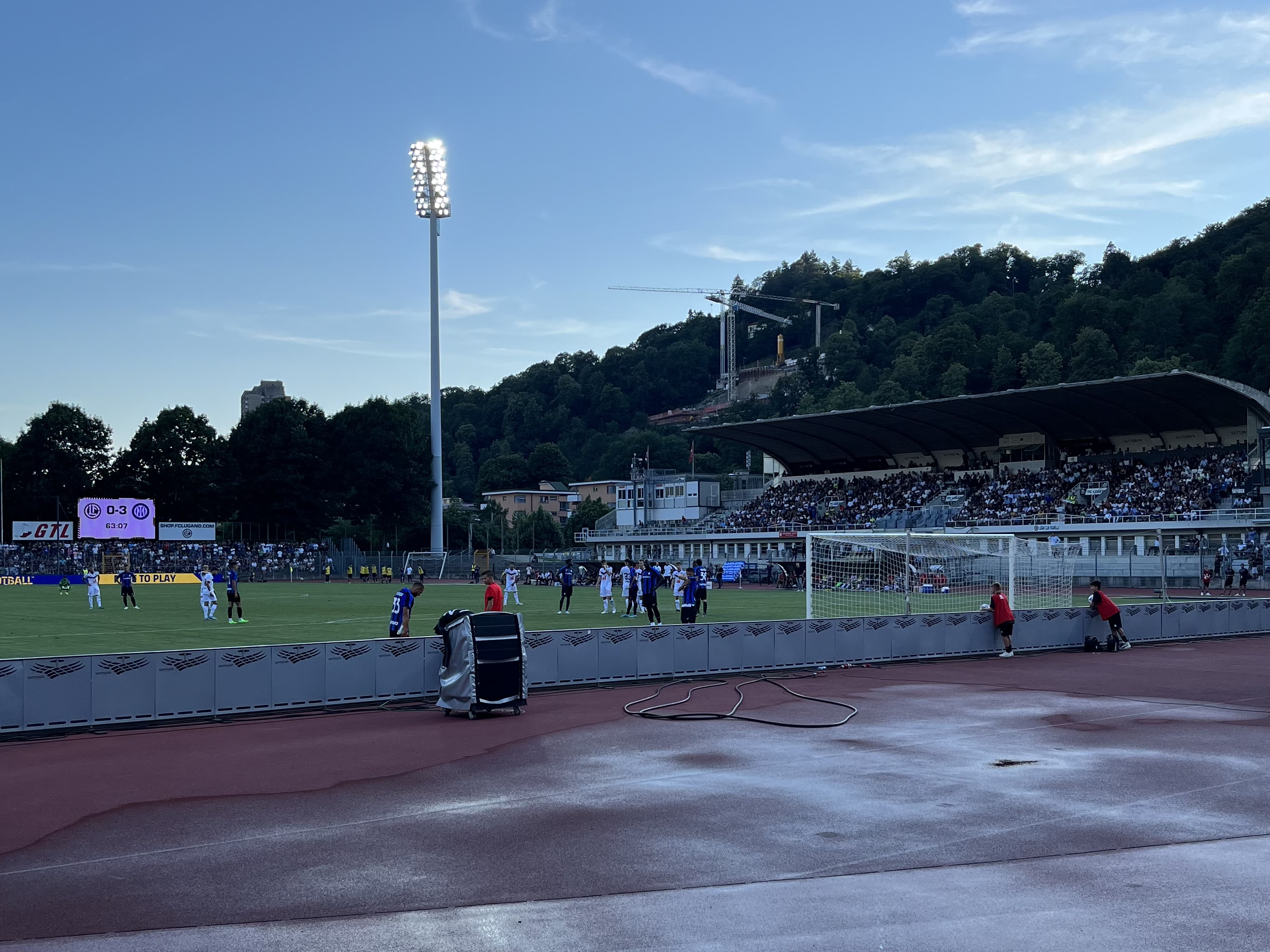
Die Haupttribüne des Stadions während eines Freundschaftsspiels zwischen dem FC Lugano und Inter Mailand im Sommer 2022

Die Kapazität betrug früher insgesamt 15'000 Zuschauer. Davon waren 5'000 Sitz- und 10'000 Stehplätze. Nach dem Aufstieg des FC Lugano 2015 in die Super League wurde die Spielstätte von der Stadt und dem Verein den Sicherheitsstandards der Swiss Football League angepasst. Die Kapazität wurde von 10'500 auf 6'330 Besucher reduziert. Die Spielfläche besteht aus Naturrasen.

## Länderspiele

### Fussball-Weltmeisterschaft 1954
Das Stadio di Cornaredo beherbergte ein Spiel der Gruppe 4.
| 20. Juni 1954 | Italien | – | Belgien | 4:1 (1:0) |

### Länderspiele der Schweizer Fussballnationalmannschaft der Männer
Die Fussballnationalmannschaft der Männer trug bisher neun Länderspiele im Stadion in Lugano aus.
| 25. Nov. 1951 | Schweiz | – | Italien  | 1:1 | Europapokal           |
| 8. Nov. 1967  | Schweiz | – | Zypern   | 5:0 | EM-Qualifikation 1968 |
| 24. März 1982 | Schweiz | – | Portugal | 2:1 | Freundschaftsspiel    |
| 24. Apr. 1996 | Schweiz | – | Wales    | 2:0 | Freundschaftsspiel    |
| 29. März 2000 | Schweiz | – | Norwegen | 2:2 | Freundschaftsspiel    |
| 24. Mai 2008  | Schweiz | – | Slowakei | 2:0 | Freundschaftsspiel    |
| 3. Juni 2016  | Schweiz | – | Moldau   | 2:1 | Freundschaftsspiel    |
| 8. Juni 2018  | Schweiz | – | Japan    | 2:0 | Freundschaftsspiel    |
| 14. Nov. 2018 | Schweiz | – | Katar    | 0:1 | Freundschaftsspiel    |

### Länderspiele der Schweizer Fussballnationalmannschaft der Frauen
Die Fussballnationalmannschaft der Frauen trug bisher zwei Länderspiele in Lugano aus.
| 22. Mai 1983 | Schweiz | – | Italien | 0:2 | EM-Qualifikation 1984 |
| 7. Apr. 1990 | Schweiz | – | Italien | 0:4 | EM-Qualifikation 1991 |

## Neubau

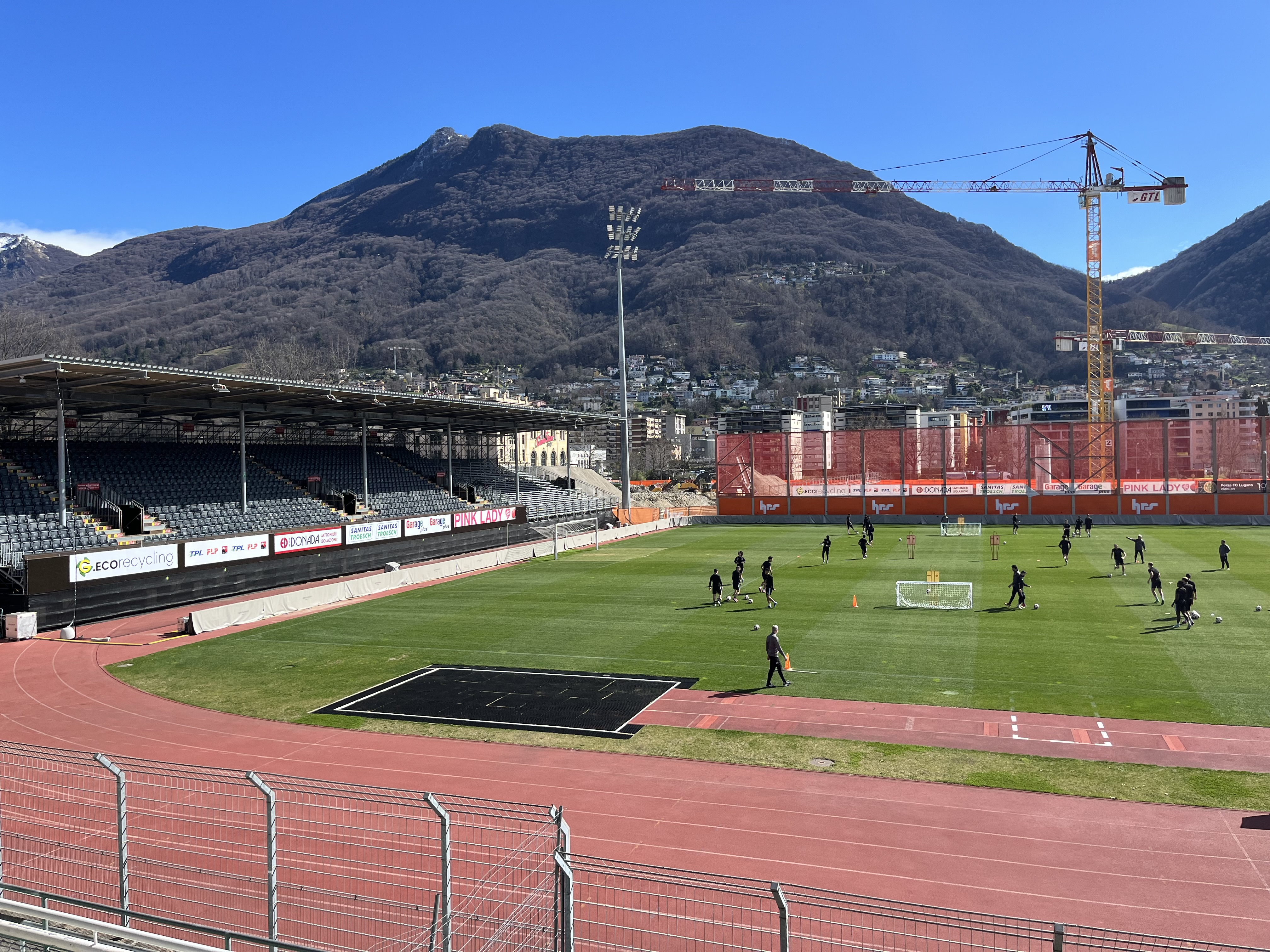
Das Stadio Cornaredo während dem Neubau des Stadions. Auf der Leichtathletikanlage wurden provisorische Tribünen aufgebaut (März 2024).

Die Einwohner von Lugano hiessen am 28. November 2021 mit 56,81 % (11'954 Ja- gegen 9'089 Nein-Stimmen, Stimmbeteiligung 62,52 %) die Realisierung eines Sport- und Eventzentrums gut. Das Projekt enthält neben dem Stadion eine Mehrzweckhalle und ein modernes Stadtquartier mit Wohn- und Bürogebäuden. Die Kosten des insgesamt 374 Mio. Franken teuren Bauvorhabens sollen durch eine öffentlich-private Partnerschaft (ÖPP) finanziert werden. Auf Grundlage des Vertrags werden das Stadion und die Mehrzweckhalle an die Stadt vermietet. Die Stadt Lugano kann die Bauten nach 27 Jahren für einen symbolischen Franken von der Trägerschaft zurückkaufen. Das rund 70-jährige Stadio comunale di Cornaredo ist veraltet. Ohne modernes Stadion würde dem FC Lugano der Abstieg aus der Super League drohen. Der Neubau mit 10'000 Plätzen würde das Quartier Cornaredo aufwerten und neue Arbeitsplätze schaffen. Gegner halten das Projekt für überdimensioniert. Die Wohngebäude ergäben bei jetzt schon grossem Wohnungsleerstand keinen Sinn. Das sogenannte «Polo sportivo e degli eventi» (PSE, deutsch Sport- und Veranstaltungszentrum) soll in mehreren Abschnitten errichtet werden. Zwischen 2023 und 2026 sollen das Stadion und die Halle entstehen. Im Anschluss daran ist der Bau der Wohngebäude geplant. 2029 ist der Abschluss des gesamten Bauprojekts vorgesehen.
Am 20. September 2023 wurde der Bau symbolisch mit dem Spatenstich begonnen. Zuvor wurde die alte Gegentribüne (Tribuna Monte Brè) sowie die Gegengerade der Leichtathletikanlage abgerissen, um Platz für das neue Stadion zu schaffen. Hinter den beiden Toren wurden als Ersatz zwei temporäre Ränge aufgebaut. Die neue Fussballarena wird ab dem 1. Juli 2025 den Sponsornamen AIL Arena, nach der Aziende Industriali di Lugano (AIL) S.A., tragen. AIL ist bereits Trikotsponsor des Clubs. Der über 15 Monate ausgehandelte Vertrag läuft über fünf Jahre mit einer Option für fünf weitere Jahre.